# Citavi
O Citavi é um programa de gestão de títulos e dos conhecimentos para o Microsoft Windows, criado pela Swiss Academic Software em Wädenswil, na Suíça. O Citavi é amplamente utilizado na Alemanha, Áustria e Suíça, com licenças institucionais na maioria das Universidades desses países, algumas, inclusive, oferecem sessões de treinamentos e ficheiros de definições para o Citavi.

## Versões
O Citavi começou como um programa de gestão de títulos chamado LiteRat, e foi desenvolvido, em 1995, na Universidade Heinrich Heine de Düsseldorf, na versão 1.0. A primeira versão a conter o nome Citavi foi lançada como Citavi 2 no ano 2006. A versão 3 foi lançada em novembro de 2010, e foi a primeira a ter interface de utilização em Inglês. Desde a versão 4, lançada em abril de 2013, é possível alternar entre Alemão, Espanhol, Francês, Inglês, Italiano, Polonês e Português. O Citavi 5 foi lançado em abril de 2015 em edições para usuários individuais e para equipes. Desde fevereiro de 2018, com o Citavi 6, é possível guardar os projetos na nuvem do Citavi e de compartilha-los com outros usuários, com direitos de acesso diferenciados.
O Citavi pode ser usado em uma máquina virtual no Linux ou OS X. A Swiss Academic Software descontinuou o desenvolvimento para o OS X em 2011. Uma versão para web está sendo desenvolvida e poderá ser acessada por qualquer sistema operacional.

## Produtos
- O Citavi Free pode ser baixado e instalado gratuitamente. Funciona sem licença, mais tem o limite de 100 títulos por projeto (no Citavi, as bases de dados se chamam projetos). Não tem limite no número de projetos que se podem criar. Os projetos Cloud se guardam na nuvem do Citavi, e os projetos locais se guardam no computador. Os projetos na nuvem se podem compartilhar, atribuindo aos membros as funções de Leitor, Autor ou Gestor.
- Com a licença de Citavi for Windows cai o limite de 100 títulos por projeto.
- As licenças de Citavi for DBServer permitem às instituições e às empresas de guardar os projetos num Servidor MS SQL instalado na intranet da instituição.

## Funções
As principais funções do Citavi são a gestão de títulos, a organização do conhecimento e o planejamento de tarefas. Um recurso de pesquisa online permite que o usuário pesquise em banco de dados e catálogos de dentro do programa. A ajuda rápida do Citavi é acompanhada por ferramentas de ajuda online, incluindo um e-mail de tutorial, vídeos, um manual online e um fórum de usuários.

### Gestão de Títulos
- Gestão de títulos de fontes comuns como livros, artigos, palestras, áudio ou documentos de vídeo, etc.
- Pesquisa online em milhares de banco de dados (entre outros, no PubMed, BIREME, Web of Science, etc), catálogos de bibliotecas, suporte ao método COinS e assinatura de feeds RSS a partir do Citavi.
- O Citavi Picker é uma extensão para navegadores de Internet (Mozilla Firefox, Internet Explorer e Google Chrome) que reconhece códigos ISBN, identificador PubMed e nomes DOI nas páginas de internet, e os títulos correspondentes podem ser importados para dentro do Citavi com um simples clique. Páginas da internet podem ser importadas como um título e transformadas em documento PDF para salvar o conteúdo da página. O Citavi Picker para Adobe Acrobat e Acrobat Reader pode importar documentos PDF, e as referências bibliográficas, se disponíveis, serão adicionadas automaticamente.
- Os documentos PDF podem ser anotados diretamente no Citavi.[4]
- O Citavi funciona com vários programas de edição de texto.
  - A extensão para o Microsoft Word permite inserir referências e citações do Citavi para o Word sem ter que sair do editor de texto, e a bibliografia é criada automaticamente.
  - Editores LaTeX podem ser usados para inserir diretamente por atalhos de teclado as citações e configurações de comandos (por exemplo, \cite{Smith2013}). A integração com o LaTeX editor LyX é feita através de pipe nomeado (instruções de uso; PDF; 1.2 MB).
  - No OpenOffice e "Libre Office Writer" e para qualquer outro programa que pode processar arquivos em RTF (por exemplo, Scrivener) marcadores são inseridos dentro do texto, com subsequente formatação em um dos estilos de citação incluído. (só até Citavi 5)
- Publicando em todos os estilos comuns de citação. 11.512 estilos de citação estão disponíveis (24 de abril de 2021). Usuários registrados podem solicitar estilos de citação para jornais científicos. O editor de citações do Citavi suporta componentes e modelos programáveis. Além disso, um buscador avançado de estilos está disponível para realizar buscas baseadas em características de estilo.

### Organização de Conhecimentos
- O Citavi pode importar imagens e trechos de textos de documentos como citações, e organizá-los em conjunto com as ideias próprias, que são importadas como “pensamentos”. Citações e pensamentos podem ser copiados para o editor de texto, e as referências são automaticamente adicionadas. Existem cinco tipos de citações, e mais dois tipos de ideias para textos e imagens.[5] Ao anotar em documentos PDF no Citavi, as citações e os comentários são vinculados no local exato no documento PDF.
- Referências, citações e ideias podem ser organizados no Citavi para refletir, em capítulos, a estrutura do documento final, tornando possível criar um esboço da redação antes mesmo de iniciar o processo de escrita propriamente dito.

### Planejador de Tarefas
- O Citavi inclui um planejador de tarefas para agendamento de tarefas, e marcos de projeto para organizar prazos, como, por exemplo, o período de empréstimo de livros.
- Tarefas como “Discutir” ou “Verificar” podem ser vinculadas em partes específicas do documento PDF.
- Nos projetos guardados na nuvem e no DBServer é possível attribuir tarefas para outros membros da equipe.

## Compatibilidade
- O Citavi pode exportar dados em diferentes formatos para outros programas de gestão de títulos.[6] Da mesma forma, o Citavi pode importar títulos de outros programas, tanto diretamente, através do EndNote ou BibTeX, como por um filtro de importação ou via arquivo de exportação RIS, através do Mendeley, ProCite, Reference Manager, RefWorks, Zotero e outros.[7]